# Archivos Husserl

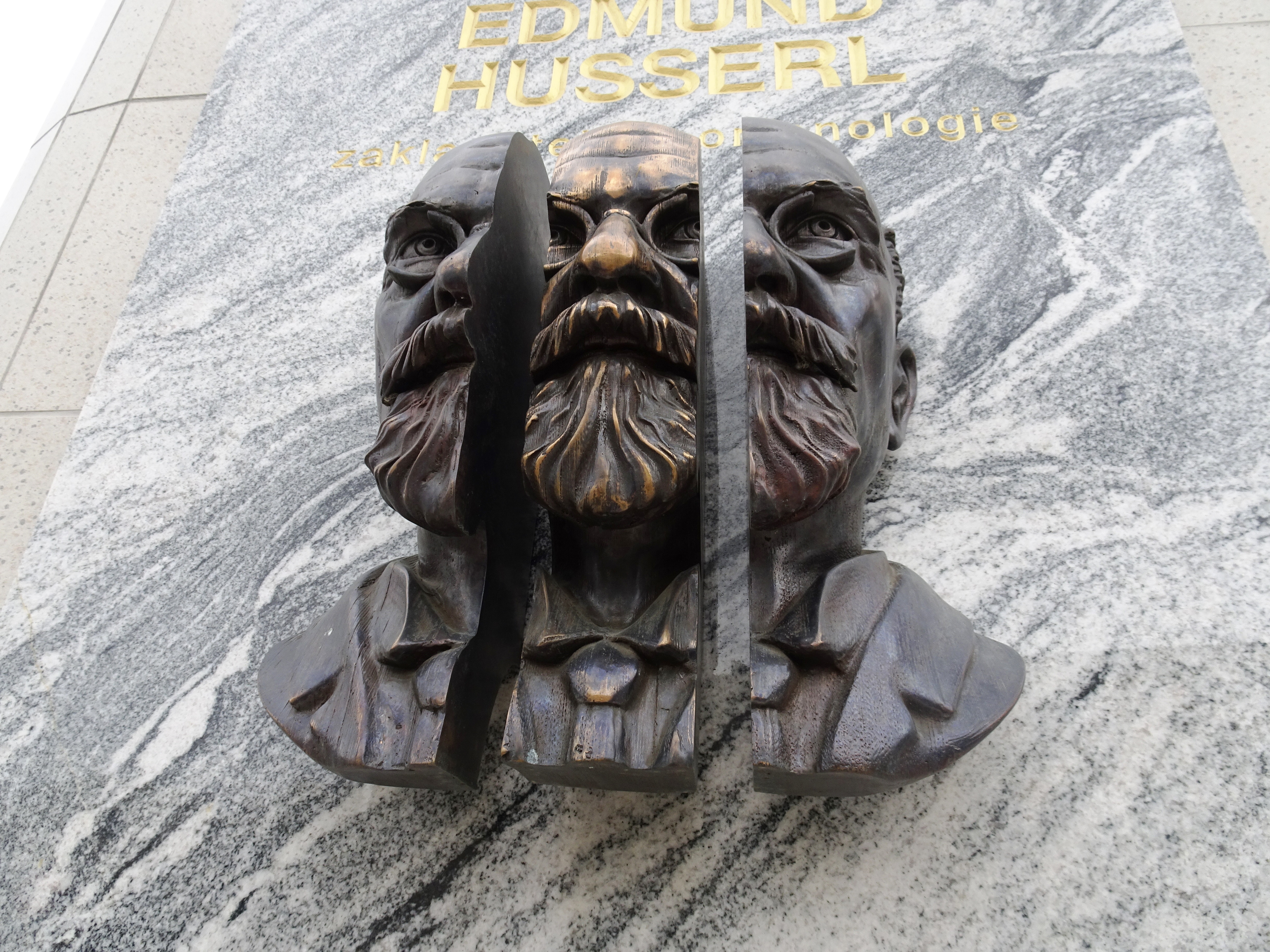
Placa conmemorativa de Edmund Husserl, Prostějov, República Checa.

Los Archivos Husserl son centros de investigación reconocidos internacionalmente por el estudio y promoción de la fenomenología, encontrándose su principal sede en el Instituto Superior de Filosofía de la KU Leuven, Lovania. Los Archivos Husserl de Lovania se establecieron en 1938 como organización sin ánimo de lucro, con el propósito de preservar y hacer accesibles los escritos del filósofo austro-alemán Edmund Husserl, cuyo pensamiento fenomenológico es ampliamente reconocido como uno de los esfuerzos filosóficos más significativos del siglo XX.

## Misión
Los Archivos Husserl de Lovaina son responsables del patrimonio de Edmund Husserl, que incluye escritos filosóficos inéditos y otros documentos, así como su biblioteca filosófica completa, que aún hoy puede visitarse en la llamada Husserlkamer de los Archivos Husserl. Los manuscritos comprenden aproximadamente 40.000 páginas, la mayoría de ellas escritas en taquigrafía de Gabelsberger, más 10.000 páginas de transcripciones mecanografiadas realizadas por los ayudantes de Husserl en vida de éste. La biblioteca contiene unos 2700 volúmenes más unas 2000 impresiones separadas de artículos. Además de los manuscritos y libros de Husserl, el Archivo incluye la mayor parte de la extensa correspondencia de Husserl, muchos documentos sobre la vida de Husserl y su carrera universitaria, apuntes de conferencias y seminarios tomados por sus alumnos, entre muchos otros objetos.
La principal misión de los Archivos Husserl es garantizar la conservación a largo plazo del patrimonio de Husserl, y poner todo el material a disposición de investigadores de todo el mundo. Para cumplir esta misión, el Archivo ha emprendido la digitalización gradual de sus materiales, al tiempo que prosigue la crucial labor de transcripción y edición de los escritos de Husserl. Con el fin de estimular y enriquecer la investigación en materia fenomenológica, los Archivos Husserl se han encargado de recaudar fondos y apoyar activamente proyectos de investigación de vanguardia en sus áreas clave, así como a ampliar y fortalecer sus redes existentes.
Hasta ahora, los Archivos Husserl de Lovaina, en colaboración con los Archivos Husserl de Colonia y Friburgo, han supervisado la publicación de cerca de 60 volúmenes de los escritos de Husserl en la serie Husserliana y, en colaboración con los Archivos Husserl de Louvain-la-Neuve, más de 225 volúmenes de la serie Phaenomenologica, la serie de libros fenomenológicos más antigua del mundo, fundada originalmente en 1958 como serie complementaria de la Husserliana.

## Historia
Durante al Segunda Guerra Mundial, y a propósito de que Husserl y su esposa eran de ascendencia judía, sus manuscritos corrían grave peligro de ser destruidos por las autoridades nazi-alemanas. El padre franciscano Herman Van Breda, que por aquel entonces escribía su tesis doctoral sobre Husserl en el Instituto de Filosofía de Lovaina, rescató los manuscritos de Husserl, junto con su extensa biblioteca filosófica, su correspondencia y muchos otros documentos que constituyen el patrimonio (Nachlass) de Husserl.

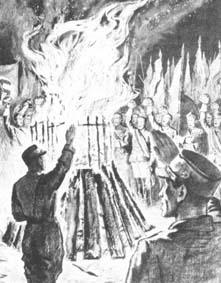
El rescate de la obra de Husserl se realizó motivado por su eventual destrucción a manos de los nazis.

El 27 de octubre de 1938 se fundaron en Lovaina los Archivos Husserl, cuando la Fundación Francqui confirmó que apoyaría económicamente este proyecto durante dos años. La fundación de los Archivos Husserl fue el resultado de numerosas reuniones en el apartamento de Friburgo en Schöneckstrasse 6 (mismo apartamento en el que Husserl había fallecido sólo unos meses antes) entre el Padre Van Breda, Malvine Husserl y los dos últimos ayudantes de Husserl, Eugen Fink y Ludwig Landgrebe. 
Durante la navidad de 1938, Gerhart Husserl firmó, en calidad de albacea testamentario de su padre, un contrato con el Instituto de Filosofía de Lovaina, encargando a los Archivos Husserl la edición y publicación de los escritos del filósofo. Los originales se confiaron a la Universidad de Lovaina para su custodia, aunque siguieron siendo propiedad de la familia Husserl. Sólo la biblioteca privada de Husserl se vendió directamente al Instituto de Filosofía. En 1962, los Archivos Husserl adquirieron autonomía jurídica y recibieron el estatus de organización sin ánimo de lucro y desde entonces es el organismo legal que actúa como custodio y gestor de los manuscritos de Husserl y de todos los documentos relacionados.
Por deseo explícito de Gerhart Husserl, los dos últimos ayudantes de su padre, Ludwig Landgrebe y Eugen Fink, fueron nombrados editores de las futuras ediciones. Ambos habían colaborado con Husserl en varias publicaciones anteriores y en la organización de sus manuscritos. El padre Van Breda convenció tanto a Fink como a Landgrebe para trabajar en el Nachlass de Husserl, y en la primavera de 1939 se trasladaron a Lovaina con sus respectivas familias. Allí empezaron a transcribir sistemáticamente los manuscritos de Husserl, la mayoría escritos en una forma anticuada de escritura abreviada llamada Gabelsberger, con el fin de crear un recurso fiable para futuras actividades de investigación. Durante la guerra, Van Breda tuvo que proteger el Nachlass, así como al personal del archivo y a sus familias en varias ocasiones. Debido a la invasión alemana de Bélgica, Fink y Landgrebe regresaron a Alemania en noviembre de 1940, pero consiguieron llevarse consigo algunos manuscritos, lo que les permitió continuar su trabajo en el extranjero.
El trabajo de transcripción en los Archivos de Lovaina no se reanudó hasta junio de 1942. Para ello, Van Breda contó con la ayuda de los austriacos Gertrude y Stephan Strasser. Eran de ascendencia judía y se habían visto obligados a huir de Austria durante su anexión. Ese mismo año, Lucy Gelber, otra austriaca de ascendencia judía, se convirtió también en investigadora de los Archivos Husserl. Su trabajo consistió principalmente en recopilar bibliografías y catálogos de la biblioteca privada de Husserl. Para ayudar a dividir correctamente los manuscritos en sus diferentes secciones, Van Breda utilizó la ordenación que Landgrebe y Fink habían ideado bajo la supervisión de Husserl en 1935. A día de hoy, los manuscritos siguen catalogados con esas firmas originales.
Tras la repentina muerte del padre Van Breda en 1974, Samuel IJsseling le sucedió como director del Archivo. Tras la jubilación de IJsseling, Rudolf Bernet (1997) y luego Ullrich Melle (2007) se convirtieron en directores. Desde 2017, Julia Jansen es la directora de los Archivos Husserl.

### El establecimiento de la comunidad de investigación fenomenológica
Desde el principio, Van Breda dio a los investigadores acceso sin trabas a todos los documentos del Archivo. Hasta el día de hoy, los Archivos Husserl de Lovaina se mantienen fieles a lo que Van Breda denominó en una ocasión su "irrestricta 'política de puertas abiertas'". De este modo, el acceso a los manuscritos de Husserl siempre ha sido posible incluso antes de su publicación y edición en la Husserliana.
El primer visitante que se interesó filosóficamente por el Nachlass de Husserl en Lovaina fue Maurice Merleau-Ponty, cuya visita en abril de 1939 se produjo a sugerencia de Jean Hering, uno de los antiguos alumnos de Husserl. Durante su estancia, leyó los manuscritos que más tarde se publicarían como Ideas II, Experiencia y juicio, y las secciones 28 a 72 de la Crisis, así como la transcripción de lo que poco después se publicaría como Umsturz der Kopernikanischen Wende: Die Ur-Arche Erde bewegt sich nicht. Cinco años más tarde, en 1944, el filósofo vietnamita Trần Đức Thảo, de la Escuela Normal Superior, también visitó los Archivos Husserl. Su investigación, centrada en el desarrollo del método fenomenológico de Husserl y el concepto conexo de mundo vital, dio lugar más tarde a la primera parte de una obra titulada Phénoménologie et matérialisme dialectique (1951). Van Breda entregó copias de las transcripciones a Trần Đức Thảo, así como a Paul Ricœur, que visitó Lovaina por primera vez en enero de 1947. Le seguirían muchos otros visitantes, entre ellos Aron Gurwitsch (1952), Jacques Derrida (1954), Manjiro Yamamoto, Hubert Dreyfus (1956), nuevamente Paul Ricoeur (1970), Emmanuel Levinas (1971), John Sallis (1983), Jorge Semprún (2005), Umberto Eco (2007), Jürgen Habermas (2013) y, más recientemente, Charles Taylor.
Ya en 1935, Edmund Husserl había abogado, en conferencias públicas en Viena y Praga, por un cambio radical de mentalidad en Europa: a sus ojos, una comprensión estrecha de la ciencia allanaba el camino al relativismo de valores, al racismo biológico y al nacionalismo. Para contrarrestar estas fuerzas peligrosas e irracionales, instó a una renovación radical de la autocomprensión crítica de la ciencia. Con este espíritu, Van Breda presentó a la UNESCO un expediente de candidatura que presentaba el legado filosófico de Husserl como una contribución a la renovación de la cultura mundial tras las atrocidades de la Segunda Guerra Mundial. El expediente contenía cartas de apoyo de 40 de los filósofos e intelectuales más influyentes de la época (entre ellos, por ejemplo, Alphonse de Waelhens, Aron Gurwitsch, Marvin Farber, Jean Hyppolite, Roman Ingarden, Alexandre Koyré, Emmanuel Lévinas, Gabriel Marcel, Konrad Marc-Wogau, Maurice Merleau-Ponty, Eduardo Nicol, Enzo Paci, Jan Patočka, Helmuth Plessner, Paul Ricœur, Jean Wahl y Leopoldo Zea). Se presentó entre 1947 y 1950, durante los años pioneros de la UNESCO, mientras tenía lugar un animado debate filosófico sobre el mandato de esta nueva agencia mundial. En 1950, el Consejo Ejecutivo de la UNESCO aprobó un presupuesto de 2000 dólares (unos 100.430 francos belgas) para dos años, que se renovaría (y reduciría) cada dos años hasta 1968. Entre 1952 y 1973 se publicaron 13 volúmenes de las obras completas de Husserl (la llamada Husserliana) "bajo los auspicios del Conseil International de la Philosophie et des Sciences Humaines y la Fédération internationale des Sociétés de Philosophie con el apoyo financiero de la UNESCO", lo que se menciona en su portada.
Bajo la dirección de Samuel IJsseling, que había estudiado en Lovaina, Roma, Friburgo y París a finales de los años cincuenta y principios de los sesenta, los Archivos Husserl se desarrollaron como centro de investigación con un fuerte énfasis también en la deconstrucción, el postestructuralismo y el psicoanálisis, incluyendo posiciones y direcciones críticas o incongruentes con la fenomenología. Tras la división de la universidad en KU Leuven y UC Lovaina entre 1968 y 1972, los archivos de KU Leuven se establecieron como centro de investigación de "fenomenología y filosofía continental". Desde 2004, cuando se completó la creación de centros de investigación en el Instituto de Filosofía, los "Archivos Husserl: Centro de Fenomenología y Filosofía Continental" ha continuado como uno de los cinco centros de investigación del Instituto. A día de hoy, los intereses y proyectos de investigación de los Archivos Husserl representan una amplia gama de perspectivas en fenomenología, filosofía continental y filosofía moderna, así como en antropología, psicoanálisis y filosofía de la psiquiatría.

### La creación dearchivos hermanos
Tanto por motivos de seguridad (en caso de que las condiciones políticas o institucionales volvieran a poner en peligro el patrimonio de Husserl) como para facilitar el acceso a la obra de Husserl y estimular su recepción, la idea de establecer "archivos hermanos" que contuvieran copias de la colección de los Archivos Husserl en Lovaina surgió muy pronto.
En abril de 1950, Herman Van Breda, Eugen Fink, Walter Biemel, Ludwig Landgrebe y Gerhart Husserl -que para entonces había regresado a Alemania- decidieron crear una dependencia de los Archivos Husserl en Friburgo, la ciudad donde Husserl había pasado sus últimos días. Fink había sido nombrado profesor ordinario de pedagogía filosófica en la Universidad de Friburgo un año antes, y se convirtió en el primer director de los Archivos Husserl de Friburgo. El actual director es Hans-Helmut Gander.
En 1951 se acordó establecer los Archivos Husserl en Colonia con Karl-Heinz Volkmann-Schluck, alumno de Hans-Goerg Gadamer, como primer director (con el apoyo de Walter Biemel), hasta que en 1956 se le unió Ludwig Landgrebe como codirector, cuando a Landgrebe se le ofreció una cátedra en la Universidad de Colonia. El actual director ejecutivo es Dieter Lohmar.
Gracias a la colaboración de Gaston Berger, Paul Ricœur, Jean Wahl, Jean Hyppolite y Merleau-Ponty, el Centro de Archivos Husserl de la Sorbona de París se inauguró oficialmente en mayo de 1957. Merleau-Ponty fue su primer director y, a su muerte en 1961, Paul Ricœur asumió el cargo. El actual director del Centro de Archivos Husserl es Dominique Pradelle.
Como respuesta al auge del interés por la fenomenología husserliana en la década de 1960 en los Estados Unidos, el 15 de febrero de 1966 se fundó un nuevo archivo en la New School for Social Research de Nueva York, dedicado oficialmente a Alfred Schütz, que desempeñó un papel vital en el establecimiento de la investigación fenomenológica en Estados Unidos. El actual director es James Dodd.
En la década de 1970, la Universidad de Lovaina se dividió en dos universidades separadas -una flamenca y otra francesa- y, como consecuencia, también se creó un nuevo archivo en Bélgica. El Centre d'Études Phénoménologiques à l'Université Catholique de Louvain, situado en Lovaina-la-Neuve, fue dirigido durante muchos años por Jacques Taminiaux, antiguo colega de Van Breda. Su directora actual es Danielle Lories.
Desde 1984, el Centro de Fenomenología Simon Silverman de la Universidad Duquesne, en Pittsburgh, alberga también una rama de los Archivos Husserl. Su director actual es Jeffrey McCurry.
Todos los "archivos hermanos" conservan copias de los manuscritos de Husserl y sus transcripciones, así como de otros documentos relativos al Nachlass de Husserl.